# 维迪若利维拉日
维迪若利维拉日（法語：Wy-dit-Joli-Village，法語發音：[wi di ʒɔli vilaʒ] ⓘ）是法国法蘭西島大區瓦兹河谷省的一个市镇，位于该省西部偏南，属于蓬图瓦兹区。

## 地理
维迪若利维拉日（49°6'8"N, 1°50'7"E）面积8.37 平方千米，位于法国法蘭西島大區瓦兹河谷省，该省份为法国北部内陆省份，北起瓦兹省，西接厄尔省，南至塞纳-圣但尼省、上塞纳省和伊夫林省，东临塞纳-马恩省。
与维迪若利维拉日接壤的市镇（或旧市镇、城区）包括：韦克桑地区吉里、韦克桑地区兰维尔、阿尔蒂、阿韦尔讷、邦特吕。

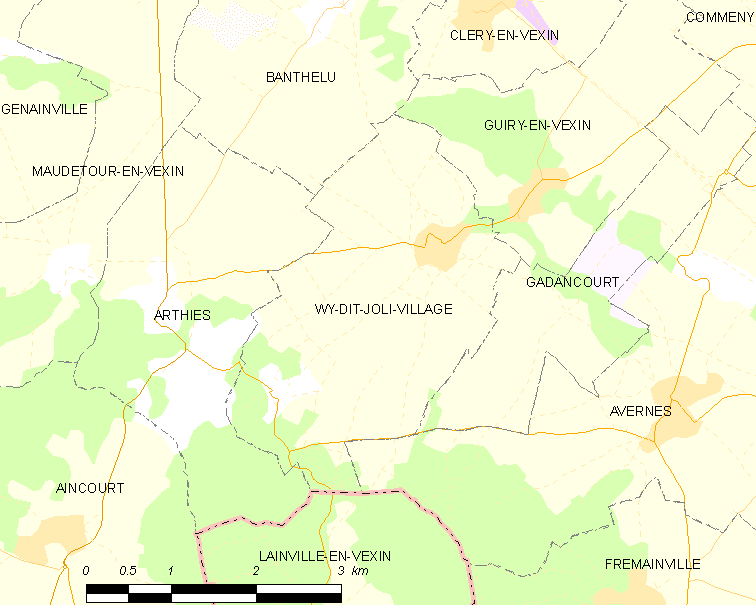
维迪若利维拉日的OSM定位图

维迪若利维拉日的时区为UTC+01:00、UTC+02:00（夏令时）。

## 行政
维迪若利维拉日的邮政编码为95420，INSEE市镇编码为95690。

## 政治
维迪若利维拉日所属的省级选区为沃雷阿勒县。

## 人口

1962-2008年间维迪若利维拉日人口变化图示

维迪若利维拉日于2022年1月1日时的人口数量为329人。